# 後藤牧太
後藤 牧太（ごとう まきた、1853年11月5日（嘉永6年10月5日） - 1930年（昭和5年）3月25日）は明治時代から昭和初期にかけての日本の教育者。理科教育の先駆者で、「手工教育の開拓者」と呼ばれる。

## 来歴
三河国宝飯郡出身。

1868年（慶応4年）に慶應義塾に入学。翌年、下谷医学校に勤めたが、ほどなく慶應義塾に戻って勉学を続け、後には義塾の教員も務めた。

1872年（明治5年）生徒として通っていた英語塾のクリストファー・カロザースを慶応義塾の講師として紹介している。

1877年（明治10年）に東京師範学校雇教師、次いで同校訓導となった。

1881年（明治14年）には教諭に就任。

物理学の著書を多く執筆しており、1885年（明治18年）には、弟子であり当時群馬県師範学校の教諭であった滝沢菊太郎、篠田利英、柳生寧生とともに、簡易器械を用いた実験を中心とする教科書『小学校生徒用物理書』を出版した。

1887年（明治20年）からイギリス、スウェーデンに派遣され、帰国後は高等師範学校（筑波大学の前身）教授となり、
1914年（大正3年）7月に退官し東京高等師範学校名誉教授となった後も、没するまで講師として同校に勤務した。
明治16年（1883年）の大日本教育会結成より会員として参加し、大日本教育会・帝国教育会で32年間評議員を務め、名誉会員となる。また辻新次、湯本武比古、高津鍬三郎などと共に言文一致会を結成。帝国教育会の國字改良部の羅馬字書方取調委員の筆頭として、小西信八と共に国字改良に携わり、「かなのくわい」の有力者として活動した。

明治38年（1905年）慶應義塾評議員となる。

明治43年（1910年）当時千里眼として透視できるとされていた御船千鶴子に対し、理化学における実験重視を唱えた立場より、「かような封じ方では實驗が實驗とならない千鶴子の能力について斷定を下すに足るほどの實驗とわならない」と懐疑的な見方を示している。
墓所は多磨霊園(6-1-16)

## 栄典
位階
- 1881年（明治14年）9月24日 - 正七位[2]
- 1886年（明治19年）7月8日 - 従六位[3]
- 1892年（明治25年）2月29日 - 正六位[4]
- 1897年（明治30年）2月10日 - 従五位[5]
- 1902年（明治35年）3月31日 - 正五位[6]
- 1908年（明治41年）2月21日 - 従四位[7]
- 1914年（大正3年）7月31日 - 従三位[8]

勲章等
- 1893年（明治26年）6月29日 - 勲六等瑞宝章[9]
- 1897年（明治30年）12月28日 - 勲五等瑞宝章[10]
- 1902年（明治35年）6月30日 - 勲四等瑞宝章[11]
- 1906年（明治39年）12月27日 - 勲三等瑞宝章[12]

## 著作
- 「三十年前の慶応義塾」（『教育時論』第635号、開発社、1902年12月）
- 「修学旅行の始まり」（『教育』第344号、茗渓会、1911年10月）
- 「義塾懐旧談」（『三田評論』第229号、慶応義塾、1916年8月）
  - 「新銭座から三田時代まで」（『慶応義塾誌』 慶応義塾誌編纂部、1922年）
- 「戦後に於ける我国の理科教育」（『現代教育』第52号、現代教育社、1917年11月）
- 「留学生時代の思い出」（『科学知識』第4巻第8号、科学知識普及会、1924年8月）

著書・編書
- 『幻燈写影講義』 聚星館、1880年2月
- 『簡易器械 理化学試験法 巻一』 三宅米吉同著、普及舎、1885年10月
  - 日本科学史学会編 『日本科学技術史大系 第8巻 教育1』 第一法規出版、1964年12月 - 抄録
- 『小学校生徒用物理書』 篠田利英、滝沢菊太郎、柳生寧成共著、普及舎、1885年11月巻之上・巻之中・巻之下
  - 海後宗臣編纂 『日本教科書大系 近代編第二十二巻 理科（二）』 講談社、1965年12月
  - 板倉聖宣ほか編著 『理科教育史資料 第2巻 理科教科書史』 東京法令出版、1986年10月 - 抄録
- 『物理学初歩』 篠田利英、滝沢菊太郎共著、普及舍、1898年3月
  - 前掲 『理科教育史資料 第2巻 理科教科書史』 - 抄録
- 『物理学教科書』 根岸福弥共編、大日本図書、1898年4月
  - 『改訂 物理学教科書』 根岸福弥共編、大日本図書、1906年12月
- 『理化示教』 根岸福弥共編、集英堂、1899年2月
  - 前掲 『理科教育史資料 第2巻 理科教科書史』 - 抄録
- 『物理学教科書問題集』 根岸福弥共編、大日本図書、1901年7月
- 『中等物理学』 根岸福弥共著、大日本図書、1902年12月
- 『物理学課本』 東亜公司、1907年8月
- 『誰にもできる 物理の実験』 長風社、1911年11月
  - 日本科学史学会編 『日本科学技術史大系 第9巻 教育2』 第一法規出版、1965年12月 - 抄録
- 『新編 物理学教科書』 大日本図書、1914年10月
- 『新撰簡易物理実験集』 滝沢賢四郎共著、金港堂書籍,、1920年10月

## 関連文献
- 「高等師範学校教授 後藤牧太先生小伝」（『日本之小学教師』第1巻第2号、国民教育学会、1899年5月）
- 『教育』第32号、茗渓会事務所、1902年10月 ／ 第33号、1902年11月
三宅米吉 「後藤牧太先生小伝」（文学博士三宅米吉著述集刊行会編纂 『文学博士 三宅米吉著述集 下巻』 文学博士三宅米吉著述集刊行会、1929年10月に再録）などを収録。
- 『Rōmaji』第25巻第5号（Gotō Makita Sensei Kinen-Gō）、ローマ字ひろめ会、1930年5月
- 福島真由美 「後藤牧太 : 明治開花期の理科教育者」（『物理学史研究』第6巻第3号、物理学史研究刊行会、1970年9月、NAID 40018479718 ／ 第7巻第1号、1971年3月、NAID 40018479739）
- 福島真由美 「『東洋学芸雑誌』と後藤牧太」（『科学史研究』第9巻No.96、日本科学史学会、1970年12月、NAID 40018650093）
- 所澤潤 「明治十年代後半の「科学」教育 : 『小学校生徒用物理書』に見られる教育内容の蓄積」（『教育方法史研究』第2集、東京大学教育学部教育方法学研究室、1984年3月）
- 阿妻知幸 「後藤牧太 : 手工教育の開拓者」（唐沢富太郎編著 『図説 教育人物事典 : 日本教育史のなかの教育者群像 中巻』 ぎょうせい、1984年4月）
- 佐藤道幸 「後藤牧太の『小学校生徒用物理書』にみる実学主義的物理教育観」（『理科教育研究誌』第1巻、上越教育大学理科教育研究室、1989年3月）
- 佐藤道幸 「明治期と現行の理科教科書で扱われている物理実験の比較考察(第1報) : 後藤牧太著「小学校生徒用物理書」を比較の対象として」（『研究紀要』第20巻、お茶の水女子大学附属中学校、1991年3月）
- 菅生均 「後藤牧太の手工教育観に関する一考察」（『熊本大学教育学部紀要』第40号人文科学、1991年9月、NAID 110000953685）
- 永田英治著 『日本理科教材史』 東京法令出版、1994年12月、ISBN 4809060888
- 鹿野公子 「明治期における手工科の形成過程 : 上原、岡山、後藤、一戸の手工教育観をもとに」（『教育学雑誌』第32号、日本大学教育学会、1998年3月、NAID 110009898965）
- 赤羽明 「明治期における物理、化学、生物、博物から理科への転換 : 『小学校生徒用物理書』と比較して」（『埼玉医科大学医学基礎部門紀要』第10号、2004年3月、NAID 110004688263）
- 赤羽明、高橋浩、玉置豊美 「後藤牧太と簡易理化器械の開発 : 群馬県師範学校との関わりからの一考察」（『埼玉医科大学医学基礎部門紀要』第11号、2006年3月、NAID 110005858060）
- 加藤詔士 「後藤牧太の英国留学」（『英学史研究』第44号、日本英学史学会、2011年10月、NAID 40019135486）
- 所澤潤 「『小学校生徒用物理書』の時代と伊能せう『物理筆記』」（『科学史研究』第52巻No.268、日本科学史学会、2013年12月、NAID 110009863979）